# Microsoft OneNote
Microsoft OneNote è un programma di gestione note su Internet prodotto da Microsoft e distribuito gratuitamente con licenza commerciale. È parte del pacchetto di produttività personale Microsoft Office, ed è disponibile per i sistemi operativi Windows (compresi Windows 10 Mobile e Windows Phone), macOS, iOS e Android.

## Storia
Presentato per la prima volta con Microsoft Office 2003, è stato rinnovato con Microsoft Office 2007. A partire dalla versione 2010 OneNote è stato inserito in ogni edizione di Microsoft Office, con l'aggiunta del supporto delle schede di strumenti; a partire dal 6 giugno 2010 è stata resa disponibile anche la versione gratuita OneNote Web App, parte del pacchetto gratuito Office Web Apps poi diventato Office sul Web.
Nel corso del 2011, OneNote è stato reso disponibile prima per iPhone  e poi per iPad .
Infine anche per Android. 
Verso la fine del 2013, Microsoft OneNote per Android viene aggiornato, introducendo funzionalità come la condivisione di file e la modifica di note in più finestre. È stato aggiunto inoltre un widget che riassume tutte le note recenti.
Il 17 marzo 2014 Microsoft ha annunciato che OneNote 2013 è ora scaricabile gratuitamente dal sito onenote.com per i sistemi Windows, e sul Mac App Store per i Mac, prima incompatibili con il programma.
L'ultima versione di OneNote contenuta in Microsoft Office che riporta nel nome l'anno dell'edizione del corrispondente pacchetto è OneNote 2016: da Microsoft Office 2019 in poi e in Microsoft 365 si chiama semplicemente OneNote.
Il 5 aprile 2023 ha integrato supporto di Microsoft 365 Copilot.

## Funzionalità
Microsoft OneNote è di fatto un blocco note digitale su Internet. Concepito per radunare informazioni provenienti da altri programmi o da internet, insieme a quelle scritte dall'utente, ha una struttura estremamente flessibile, che consente una grande libertà di lavoro. I dati sono contenuti in quaderni, che sono divisi in schede, a loro volta divise in pagine. Ognuna di queste parti è collegata con le altre in una rete di informazioni e può essere copiata o spostata da un quaderno all'altro con un solo clic. È ignoto se Microsoft memorizzi i dati in forma criptata.
OneNote è stato programmato in modo particolare per l'utilizzo con i Tablet PC e incorpora molte funzionalità di inchiostro digitale (assenti nella versione Web), sfruttando la tecnologia di riconoscimento della scrittura integrata in Windows, che permette di convertire appunti scritti a mano in testo modificabile. Tramite l'installazione di un componente aggiuntivo, il programma consente inoltre di inserire e calcolare equazioni matematiche.
OneNote installa una stampante virtuale apposita (in elenco stampanti è individuata come "Invia a OneNote"), adatta ai ritagli di vari oggetti visualizzati.

## OneNote per Windows 10
Oltre a OneNote contenuto in Microsoft Office e in Microsoft 365 (OneNote desktop) esiste, integrata nel sistema operativo, anche la versione UWP (app che è possibile scaricare da Microsoft Store nonché da una pagina specifica del portale Microsoft). Le due versioni possono anche coesistere. Anche di questa versione si può scaricare e usare il driver di stampante che fornisce il comando "Invia a OneNote" (stampante virtuale "OneNote per Windows 10").

## Loghi

Logo di Microsoft OneNote 2013-2019
Logo di Microsoft OneNote 2019